# چوکی چوکچو
چوکی چوکچو (به اسپانیایی: Chuqi Chukchu) یک کوه در پرو است که در منطقه لیما واقع شده‌است. چوکی چوکچو ۵٬۱۵۴ متر بالاتر از سطح دریا واقع شده‌است.